# Тарасов Анатолій Володимирович
Анатолій Володимирович Тарасов (рос. Анато́лий Влади́мирович Тара́сов; нар. 10 грудня 1918, Москва, РРФСР — пом. 23 червня 1995, Москва, Росія) — радянський футболіст та хокеїст. Відомий хокейний тренер, один із основоположників радянської школи хокею із шайбою.
Перший хокеїст, який отримав почесне звання «Заслужений майстер спорту СРСР» (1949). З 1956 року — «Заслужений тренер СРСР».

## Біографія
У 1937 році поступив до Вищої тренерської школи при Московському інституті фізкультури. До війни виступав за футбольні команди одеського «Динамо» (1939) та московського ЦБЧА (1940—1941). Всього в чемпіонаті СРСР провів 19 матчів (3 голи).
У першому чемпіонаті СРСР з хокею із шайбою був граючим тренером ВПС (Москва). Команда зайняла четверте місце, а Анатолій Тарасов — найкращий снайпер ліги (14 голів в 6 матчах). Протягом декількох місяців очолював і футбольну команду цього клубу.
Наступного сезону переходить до ЦБЧА. Всього за клуб у чемпіонаті провів 94 матчі (92 голи). Як граючий та головний тренер працював у команді до 1974 року (з перервою у 1960—1961). Під його керівництвом московські «армійці» 17 разів перемагали в чемпіонаті СРСР та вісім — у національному кубку.
1958—1960 очолював збірну СРСР. У той час у команді відбувалася зміна поколінь і, як наслідок, лише три перемоги на чемпіонатах Європи.
З 1962 по 1972 рік був помічником Аркадія Івановича Чернишова у головній команді країни. Тандем видатних тренерів досяг вражаючих результатів: три перемоги на Олімпійських іграх, дев'ять — на чемпіонатах світу та вісім — на чемпіонатах Європи.
Завершив тренерську діяльність у ФК ЦСКА (Москва), який очолював у 1975 році (13 місце у чемпіонаті).
Помер 23 червня 1995 року на 77-му році життя у місті Москва. Похований на Ваганьковському кладовищі столиці.

## Родина
- Донька, Тетяна Анатоліївна Тарасова — радянський та російський тренер з фігурного катання. «Заслужений тренер СРСР» (1975).
- Молодший брат, Юрій Володимирович Тарасов — радянський хокеїст. Виступав за ВПС, «Спартак» та збірну Москви. Трагічно загинув у авіакатастрофі.

## Державні нагороди та почесні звання
- 1949 — «Заслужений майстер спорту СРСР»
- 1956 — «Заслужений тренер СРСР»
- 1957 — Орден Трудового Червоного Прапора
- 1965 — Орден «Знак Пошани»
- 1968 — Орден «Знак Пошани»
- 1972 — Орден Трудового Червоного Прапора
- 1974 — член зали слави хокею
- 1997 — член зали слави ІІХФ
- 2008 — його ім'ям названий один із дивізіонів Континентальної хокейної ліги.

## Досягнення

### Головний тренер
- Бронзовий призер Олімпійських ігор (1): 1960
- Срібний призер чемпіонату світу (2): 1958, 1959
- Бронзовий призер чемпіонату світу (1): 1960
- Чемпіон Європи (3): 1958, 1959, 1960
- Чемпіон СРСР (17): 1948, 1949, 1950, 1955, 1956, 1958, 1959, 1960, 1963, 1964, 1965, 1966, 1968, 1970, 1971, 1972, 1973
- Срібний призер чемпіонату СРСР (7): 1952, 1953, 1954, 1957, 1967, 1969, 1974
- Бронзовий призер чемпіонату СРСР (1): 1962
- Володар кубка СРСР (8): 1954, 1955, 1956, 1966, 1967, 1968, 1969, 1973
- Фіналіст кубка СРСР (1): 1953

### Тренер
- Олімпійський чемпіон (3): 1964, 1968, 1972
- Чемпіон світу (9): 1963, 1964, 1965, 1966, 1967, 1968, 1969, 1970, 1971
- Чемпіон Європи (8): 1963, 1964, 1965, 1966, 1967, 1968, 1969, 1970
- Срібний призер чемпіонату Європи (1): 1971